# Lycoriella nudata
Lycoriella nudata är en tvåvingeart som beskrevs av Werner Mohrig och Boris Mamaev 1990. Lycoriella nudata ingår i släktet Lycoriella och familjen sorgmyggor. Inga underarter finns listade i Catalogue of Life.